# Pierre Auguste Adet
Pierre Auguste Adet (Nevers, 17 de mayo de 1763 - París, 19 de marzo de 1834) fue un químico y político francés.
A pesar de que Adet era doctor-regente de la Facultad de Medicina de París, dedicó su vida más intensamente a la política y no a la ciencia, y se dedicó a la química como una actividad de tiempo libre. Después de la Revolución francesa en 1789 se involucró aún más en la política y fue nombrado administrador colonial en Santo Domingo el 1791. El 1803 fue nombrado prefecto del departamento de Nièvre, a la región de Borgoña.

## Obra

Estructura del ácido acético.

El 1789 participó en la fundación de la revista Annales de Chimie, que fue creada para permitir una fácil publicación de trabajos sobre la química antiflogística, puesto que, en aquel momento, el Journal de Physique se oponía a las nuevas doctrinas. Adet fue uno de los editores de varios años y publicó una serie de traducciones de trabajos en inglés y algunos trabajos originales. 
Era, pues, un gran defensor de la "nueva química" de sus primeros años; una prueba más de esto puede encontrarse en el apéndice que añadió a su traducción de Considerations donde the Doctrine of Pholgiston and the Decomposition of Water de Joseph Priestley sobre la doctrina del flogisto y la descomposición del agua, en la cual respondió a una serie de argumentos de Priestley (1797).
Colaboró en el nuevo sistema de nomenclatura química que estaban desarrollando Louis Bernard Guyton de Morveau, Antoine François de Fourcroy y Claude Louis Berthollet bajo la dirección de Antoine Laurent Lavoisier. Adet y Jean Henri Hassenfratz, asistente de Lavoisier, diseñaron un nuevo sistema de símbolos químicos que indicaban no solo la identidad de la sustancia también su estado físico, la proporción de oxígeno que contendía y, si era sal, la medida en que el ácido había sido neutralizado por una base. Este trabajo fue publicado el 1787 bajo el nombre Méthode de Noménclature Chimique. El sistema de símbolos nunca fue adoptado, pero sí la nomenclatura, quizás por su complejidad.
El 1798 investigó el ácido acético. En aquel tiempo se pensaba que existían dos ácidos acéticos en función de su origen: el ácido acético del vinagre y el ácido acético glaciar, que contendía una mayor proporción de oxígeno. Adet fue incapaz de oxidar el ácido acético del vinagre a ácido acético glaciar. Por lo tanto, la conclusión fue que los ácidos diferían solo en la proporción de agua que contenían y no en su naturaleza. Aunque en su momento esta conclusión no fue ampliamente aceptada, la confirmó Joseph Louis Proust el 1802.